# Acrodipsas illidgei
Acrodipsas illidgei е вид пеперуда от семейство Синевки (Lycaenidae). Видът е застрашен от изчезване.

## Разпространение
Разпространен е в Австралия.